# Aletris gracilis
Aletris gracilis är en enhjärtbladig växtart som beskrevs av Alfred Barton Rendle. Aletris gracilis ingår i släktet Aletris och familjen myrliljeväxter. Inga underarter finns listade i Catalogue of Life.